# Pelomyia cruciata
Pelomyia cruciata is een vliegensoort uit de familie van de Canacidae. De wetenschappelijke naam van de soort is voor het eerst geldig gepubliceerd in 1934 door Hendel.